# Деснянсько-Старогутський національний природний парк
Десня́нсько-Старогу́тський націона́льний приро́дний парк — природоохоронна територія на території Сумської області.

## Історія
Національний природний парк «Деснянсько-Старогутський» створено згідно з Указом Президента України від 23 лютого 1999 року № 196. Парк розташований у крайній північно-східній частині України, в Шосткинському районі Сумської області в долині річки Десни.
Його площа становить 16215,1 га, з якої 7272,6 га надані парку в постійне користування. Національний парк створено з метою збереження, відтворення та раціонального використання ландшафтів Лівобережного Полісся з типовими та унікальними природними комплексами. У перспективі він має стати складовою частиною білатерального українсько-російського біосферного резервату «Старогутські і Брянські ліси».

## Функціональні зони парку
Відповідно до вимог чинного законодавства територія парку розподілена на функціональні зони. Заповідна зона займає площу 2357,4 га і включає озера Великі та Малі Баги у заплаві Десни та значну частину Старогутського лісового масиву. Вона виконує природоохоронну функцію та використовується виключно для моніторингу стану природних екосистем. Зона регульованої рекреації виділена для відпочинку населення, відвідування парку туристами, тут ведеться еколого-просвітницька робота. Ця функціональна зона у парку є найбільшою (7803,4 га). Вона рівномірно розподілена між його Старогутською та Придеснянською частинами. Площа зони стаціонарної рекреації, де розміщені бази відпочинку, деякі господарські споруди становить 2 га. Переважна частина земель господарської зони розташовані у Придеснянській частині парку. Ця зона займає площу 6052,3 га і включає два населених пункти.

## Природні умови

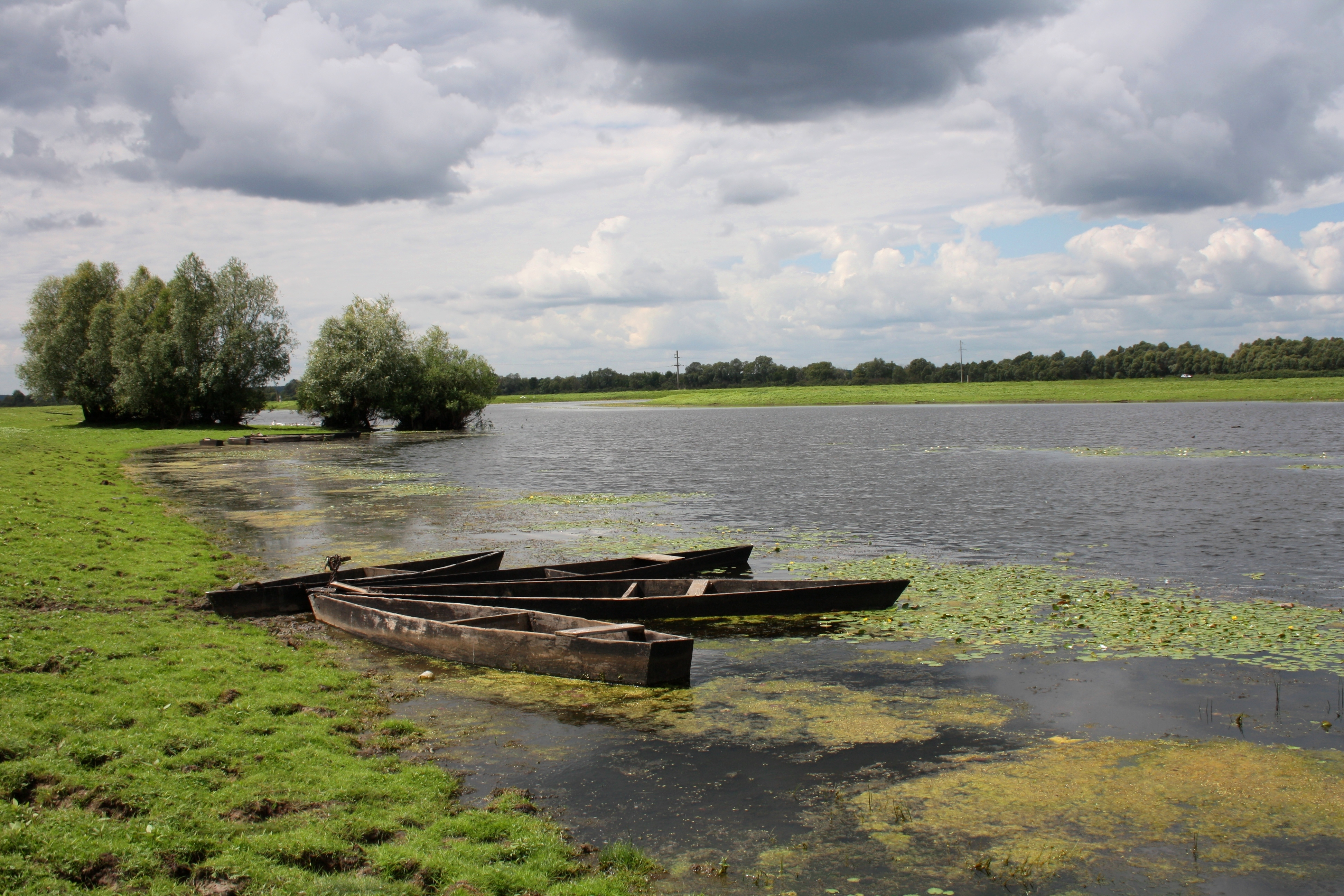
Стариця Десни біля села Очкине

Придеснянська частина парку являє собою заплавну та борову терасу р. Десни та її приток. Заплава Десни, завширшки 2-4 км, добре виражена на всій протяжності та надзвичайно мальовнича. На ній багато озер, стариць, заболочених ділянок. Заплава Десни у межах національного парку — один із найкраще збережених природних комплексів заплав великих річок в Україні. Борова тераса добре розвинена й широкою смугою тягнеться вздовж заплави. Вона має горбистий рельєф та вкрита переважно сосновими та дубово-сосновими лісами. На території парку Десна приймає свої ліві притоки Знобівку і Свигу та праву притоку — Судость.
Старогутська частина парку розташована у межах майже суцільного лісового масиву на третій терасі Десни. Вона має загалом плоску поверхню з невеликими улоговинами. В їх межах розвинуті переважно мезотрофні та оліготрофні болота (тоді як більшість боліт в Україні — евтрофні). Загальну рівнинну поверхню тераси в її західній частині дещо порушують заболочені, а нині меліоровані, долини невеликих водотоків — лівих приток Десни. Ліси Старогутської частини національного парку є крайньою південною частиною масиву відомих Брянських лісів. У Російській Федерації прилегла до нього територія виділяється як Неруссо-Деснянське Полісся.
У Старогутській частині парку протікають малі річки — притоки річки Знобівки — Уличка та Чернь. Заплава останньої зберегла свій природний вигляд і нині її вкривають вільхові ліси та болота.
Клімат території парку більш континентальний, холодний, із меншими вегетаційним і безморозним періодами, ніж на іншій частині Українського Полісся. Середня температура січня становить 7,5 °C, а липня — +18 °C. Середньорічна сума опадів становить 550 — 590 мм. Ґрунтовий покрив території парку визначається її геоморфологічними особливостями. В заплаві Десни та її приток переважають лучні, дерново-глейові та болотні ґрунти, на боровій терасі розвинуті дерново-підзолисті ґрунти під сосновими лісами. У Старогутській частині парку на третій терасі Десни поширені дерново-підзолисті супіщані та світло-сірі суглинкові ґрунти, а в її улоговинах — болотні ґрунти та торф'яники.

## Флора
Флора національного парку налічує 801 вид вищих судинних рослин. До Червоної книги України занесено 22 види, зокрема гудієра повзуча, шолудивник королівський, баранець звичайний, верба Старке, плавун щитолистий та ін.
Ліси на території парку займають 53 % його площі, луки — 33 %, болота — близько 4 %, на водні поверхні припадає 2 %, а решту території (близько 8 %) займають господарські угіддя. За рослинним покривом Придеснянська та Старогутська частини національного парку суттєво розрізняються. У Придеснянській частині рослинний покрив представлений комплексом заплавної рослинності (лучної, болотної, водної, ділянок заплавних лісів) та лісів на боровій терасі. Серед заплавної рослинності переважають угруповання заболочених лук і трав'яних боліт із домінуванням лепешняку великого, осок гострої та гостровидної, очеретянки звичайної. На підвищеннях поширені луки, у травостоях яких переважають мітлиці виноградникова та собача. Із рідкісних видів слід зазначити півники сибірські, тростяницю кострицеподібну, а також реліктові види — верби Старке та мирзинолисту, плавуна щитолистого, сальвінію плаваючу, водяного горіха плаваючого. Останні три види утворюють рідкісні угруповання, занесені до Зеленої книги України.
Лісова рослинність у Придеснянській частині парку займає окремі урочища, що тягнуться ланцюгом на боровій терасі. Тут переважають соснові ліси зеленомохові із фрагментами дубових лісів у пониженнях. В улоговинах трапляються оліготрофні та мезотрофні болота із сфагновими мохами, пухівкою піхвовою, журавлиною. На деяких ділянках збереглися багаті у флористичному відношенні природні дубово-соснові ліси, де зростають лілія лісова, коручка чемерникоподібна, плаун колючий — види, що занесені до Червоної книги України.

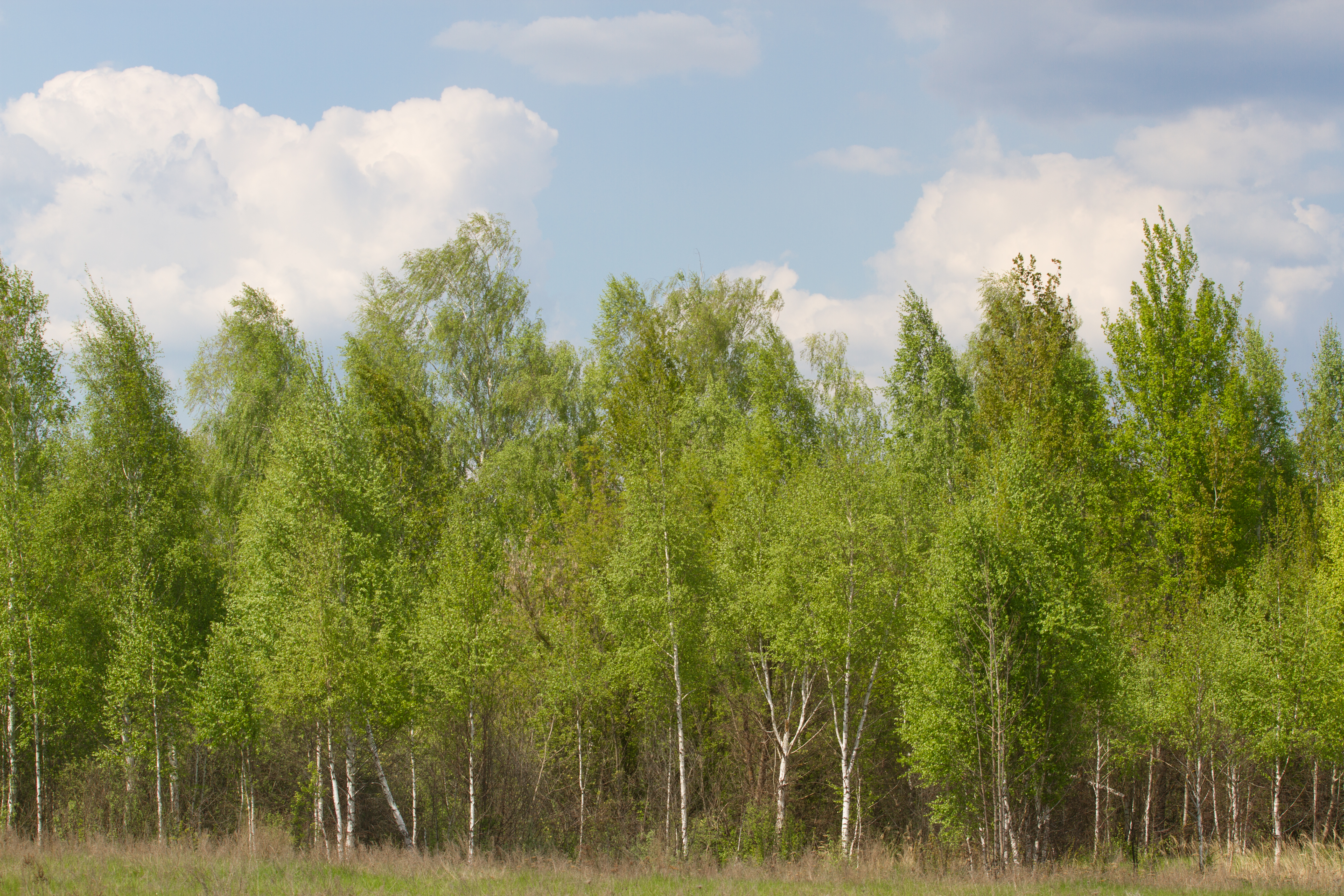
Березняк на території парку

Рослинність Старогутської частини парку представлена переважно лісами, які займають близько 80 % її площі. Найбільші площі займають соснові ліси зеленомохові та чорницево-зеленомохові. Є ділянки старих культур сосни з густим нижнім ярусом із листяних порід, імовірно, на місці мішаних лісів. У соснових лісах парку багато бореальних видів — грушанка мала та круглолиста, ортилія однобока, зимолюбка зонтична, а також зростає рідкісний вид — грушанка зеленоцвіта. Характерними видами тут є плауни — річковий та булавовидний, а також дифазіаструм Зейлера. На пониженнях терас зростають вологі та заболочені ліси з переважанням берези, а на багатших ґрунтах в західній частині парку — дубові ліси.
Серед луків Старогутської частини парку переважають справжні та торф'янисті луки. Болота, хоч і не займають тут великих площ, характеризуються значним різноманіттям. Тут представлені всі типи боліт Полісся — від верхових сфагнових із переважанням пухівки піхвової, багна болотного, журавлини до низинних купинних із осоками ситничкоподібною, зближеною, омською. На них ростуть типові види болотного різнотрав'я — вовче тіло болотне, бобівник болотний, фіалка багнова тощо. На цих болотах збереглися реліктові види верб: лапландська та чорнична, а по краях таких боліт на луках та серед чагарників — верба Старке.
Велика кількість водойм, що різняться за швидкістю течії, морфологією, характером дна та іншими характеристиками, зумовлюють високе різноманіття водної та прибережно-водної рослинності.
На території НПП «Деснянсько-Старогутський» виявлено 106 видів мохоподібних: 10 видів печіночників і 96 — мохів (Вірченко, 2014). Тут зберігаються типові бріофіти соснових, дубово-соснових, ялиново-соснових лісів, заплавної рослинності, в меншій мірі лук та боліт. У парку трапляються види, рідкісні для Лівобережного і всього Українського Полісся. Також виявлено епіфітний мох некера периста, який занесений до Червоної книги мохоподібних Європи.

## Фауна
На території парку зареєстровано 313 видів хребетних, До Червоної книги України віднесено: з безхребетних — п'явку медичну, махаона, ксилокопу фіолетову, із птахів — лелеку чорного, скопу, змієїда, підорлика великого, орлана-білохвоста, глухаря, журавля сірого, кулика-сороку, коловодника ставкового, сича волохатого, сичика-горобця, із ссавців — зайця білого, тушканчика великого, горностая, норку європейську, борсука, видру річкову, рись звичайну, зубра, із круглоротих — міногу українську, із риб — стерлядь, марену дніпровську, загалом 35 видів тварин. Із видів, занесених до Європейського червоного списку на території парку відмічено 11 видів, до додатку 2 Бернської конвенції — 267, до Боннської конвенції — 101, до додатку СІТЕС — 3 види. До регіонально рідкісних віднесено 67 видів тварин, що мешкають у парку.
Унікальність фауни природного парку обумовлена наявністю близько трьох десятків видів тварин північного (бореального) комплексу, більшість із яких розташовані на південній межі свого ареалу й ніде більше на Лівобережжі України не відмічені. Такі види, як ведмідь бурий, рись, сичик-горобець, сич волохатий, горіхівка трапляються тільки тут і в Карпатах. А для зайця білого, норця червоношийного, свища та вівсянки-дібровника регіон національного парку є взагалі єдиним місцем мешкання на території всієї України. У той же час, у парку є й типові південні й навіть степові мешканці (тушканчик великий, сліпак звичайний, норець малий, лунь лучний, дрофа, щеврик польовий та інші). Більшість цих видів перебувають вже, навпаки, на північній межі свого розповсюдження. Тобто фауна хребетних парку наближається до перехідної зони, для якої властиве змішання елементів різного походження.

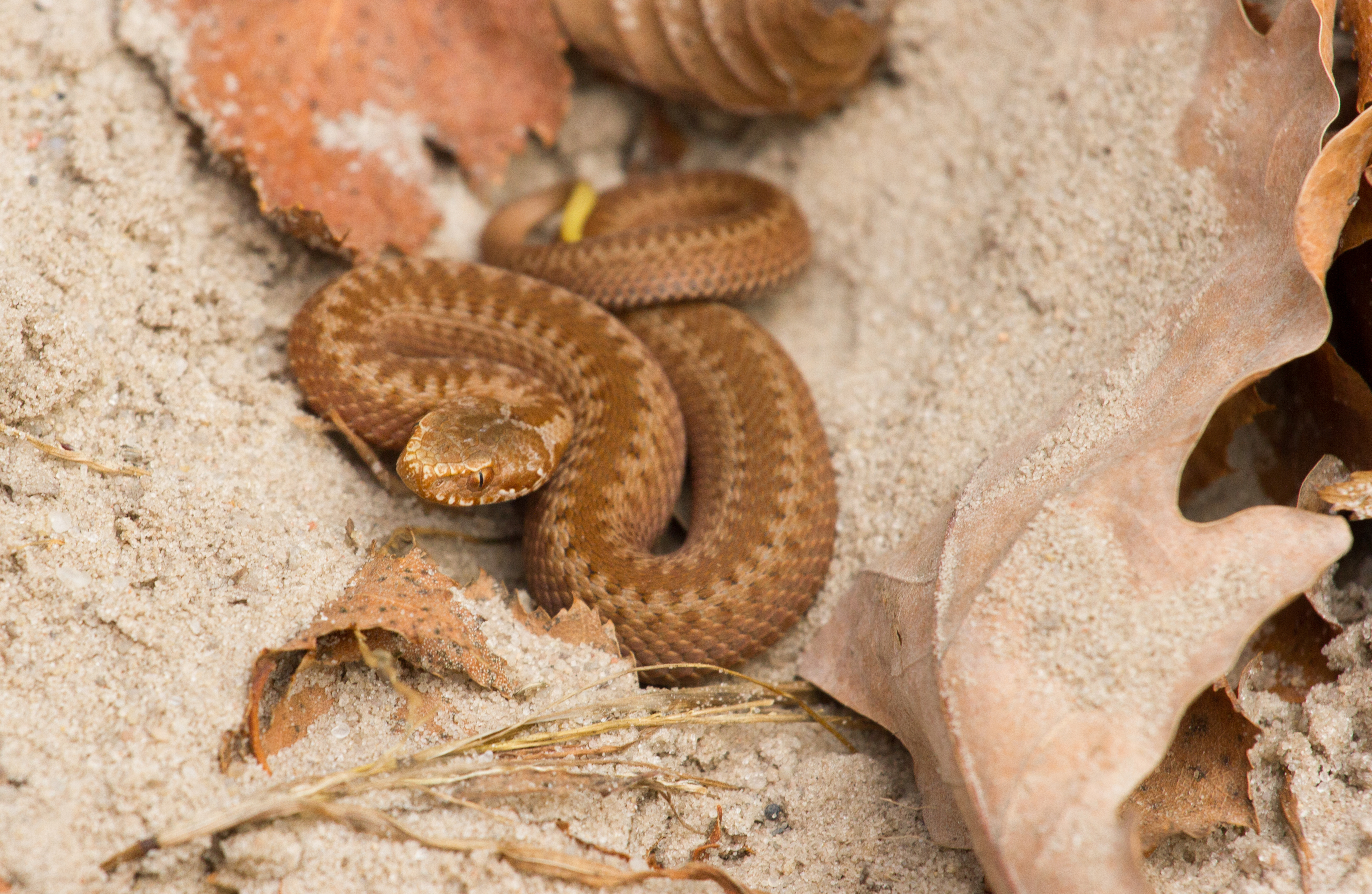
Гадюка на території парку

За своїми фауністичними комплексами Придеснянська та Старогутська частини парку також відрізняються одна від одної. Тваринний світ першої представлений видами навколоводного, водно-болотного та лісового комплексів. Луки, болота, заплавні водойми тут населяють типові мешканці річкових заплав — бобер річковий, видра, горностай. На піщаній терасі Десни збереглось найпівнічніше в Україні поселення тушканчика великого. Із птахів досить звичними є чайка, коловодник звичайний, грицик великий, трапляються баранці великий і звичайний, коловодник ставковий. Район с. Очкіно — одне з двох відомих в Україні місць гніздування скопи. Із плазунів відомі ящірка живородна, вуж звичайний, гадюка звичайна, із земноводних — кілька видів жаб, тритони гребінчастий і звичайний. Іхтіофауна водойм парку досить багата, із рідкісних видів риби тут є стерлядь, рибець, марена звичайна.
У Старогутській частині парку переважають види фауни лісового комплексу. Із ссавців мешкають лось європейський, сарна європейська, вепр, вовк, лисиця, куниця лісова, вивірка. Місцями досить звичними є заєць-біляк, зрідка трапляються ведмідь бурий, рись, зубр, які заходять із території Росії. Після запровадження заповідного режиму у Старогутських лісах з'явилися бобри і почали розселятися по меліоративних каналах та руслах річок. Свої особливості виявилися і при детальному дослідженні фауни дрібних ссавців. Так, поки що Старогутський лісовий масив є єдиним місцем в Україні, де достовірно мешкають рівнозуба та середня бурозубки.

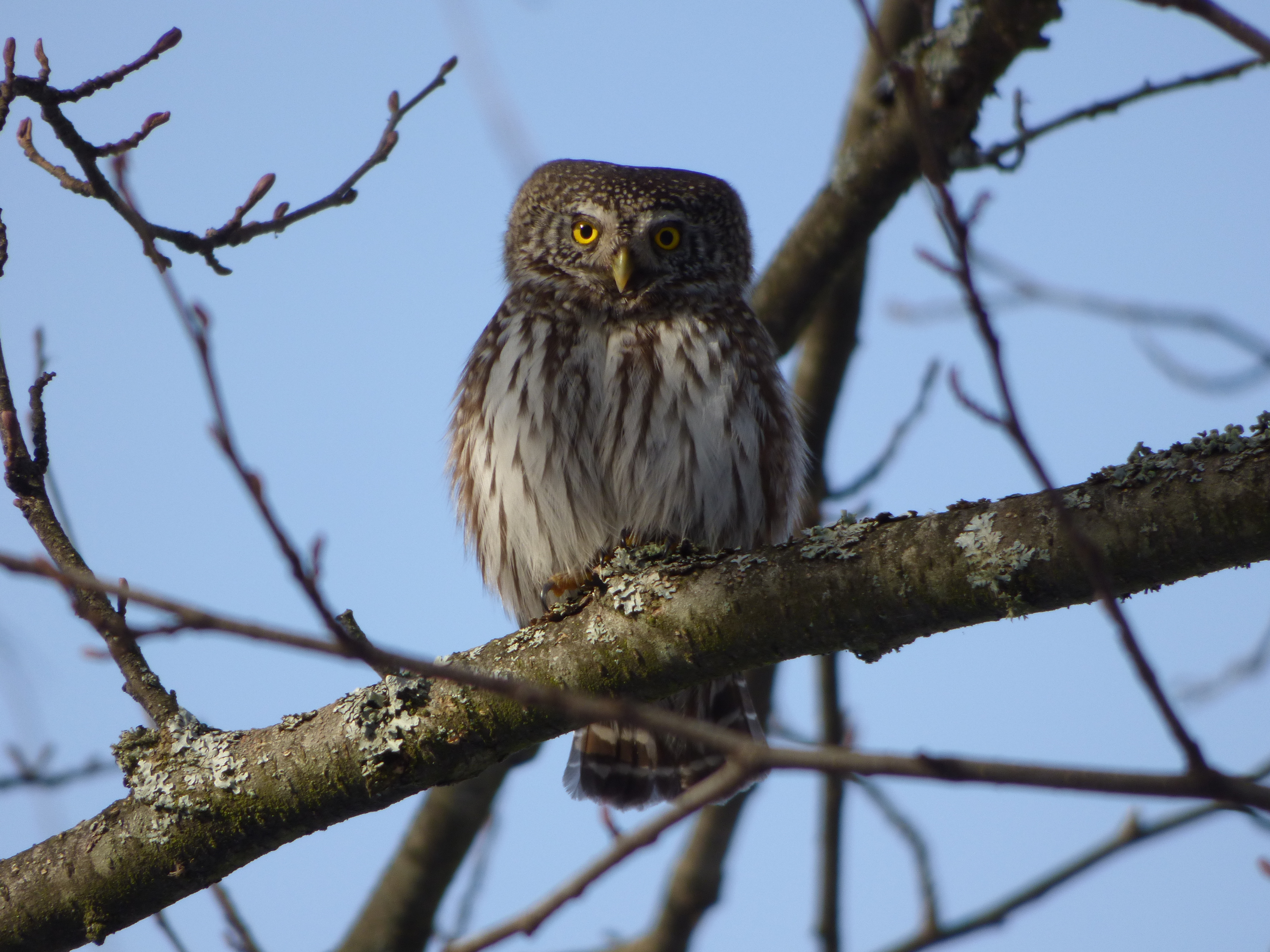
Сичик-горобець на території парку

Найбільшим різноманіттям відзначається пташине населення парку. Тут мешкає 207 видів птахів. Ялинові насадження дозволяють гніздитися тайговим видам птахів. Найбільш південними місцями гніздування Старогутський лісовий масив є для горіхівки, королика жовтоголового, сорокопуда сірого, які в більш південних районах Сумської області не гніздяться. У Старогутському лісовому масиві є численна популяція глухаря, звичайними є орябок та тетерук.
Особливої уваги заслуговують хижі птахи. Один із них — сич волохатий, став символом парку.
Під час міграцій у Придеснянській частині парку зупиняються тисячні зграї гусей, качок, куликів, і мартинів. Можна спостерігати журавлів, лелек, лебедів. Із хижих птахів для заплави Десни характерний чорний шуліка, зрідка трапляються скопа та орлан-білохвіст. Рідкісними в Україні є кулики мородунка та турухтан, що поширені у Придеснянській частині парку на південній межі свого ареалу. Досить часто можна побачити зграйку куликів-сорок або поручайника, занесених до Червоної книги України.
Багатством відзначається також іхтіофауна Придеснянської частини парку. Крім звичайних видів риб басейну Дніпра, тут у значній кількості трапляються сом, головень, жерех. Із рідкісних видів тут охороняються стерлядь та марена звичайна.

## Наукове та рекреаційне значення
«Деснянсько-Старогутський» національний природний парк — природоохоронна науково-дослідна установа. Фахівці парку підтримують тісні стосунки з Інститутом ботаніки ім. М. Г. Холодного, Інститутом зоології ім. І. І. Шмальгаузена НАН України, вишами міст Сум, Ніжина, Чернігова, Глухова. У 2001 році у парку було проведено всеукраїнську конференцію молодих вчених-ботаніків України. Науковцями парку розроблено концепцію формування екологічної мережі в регіоні.
Результати наукових досліджень є матеріалом для еколого-просвітницької роботи. В цій сфері діяльності парку виділяються кілька напрямків: робота зі школярами, виступи в засобах масової інформації, організація та проведення дитячих екологічних таборів «Деснянські зорі», проведення щорічної районної конференції вчителів біології та географії.
Рекреаційний потенціал території парку величезний завдяки збереженій заплаві річки Десни, багатій на рибу, та Старогутському лісовому масиву, багатому на гриби та ягоди, такі як чорниця, журавлина, брусниця. У старогутських лісах у 1942 році була застава партизанського загону С. А. Ковпака. На базі залишків партизанської землянки створено історичну пам'ятку.
Територія парку приваблює не тільки рибалок, грибників, любителів відпочинку на воді, а й мисливців. Площа мисливських угідь, закріплених за парком, становить 46 тисяч гектарів, але полювання дозволено тільки поза межами парку. Угіддя багаті на водоплавну дичину, хутрових та копитних звірів.
Національний парк «Деснянсько-Старогутський» запрошує всіх бажаючих ознайомитися з природою Полісся України і відпочити. Для ознайомлення з природою парку варто здійснити екскурсії маркованими екологічними стежками «Візитівка Десни», на якій представлені природні комплекси річкової заплави, та «Графівська», де ви пройдете незайманими куточками Старогутських лісів.
Для прийому відвідувачів у національному парку функціонують дві туристичні бази на 22 місця, які розташовані на березі річки Десна, та 11 літніх вагончиків на 24 місця. На березі Десни у спеціально відведених місцях можна поставити намети. Відвідувачам надаються в користування човни.
Національний природний парк «Деснянсько-Старогутський» приваблює любителів природи ще й тим, що розташований він в екологічно чистому регіоні України, а також віддаленістю від великих промислових міст.

## Галерея

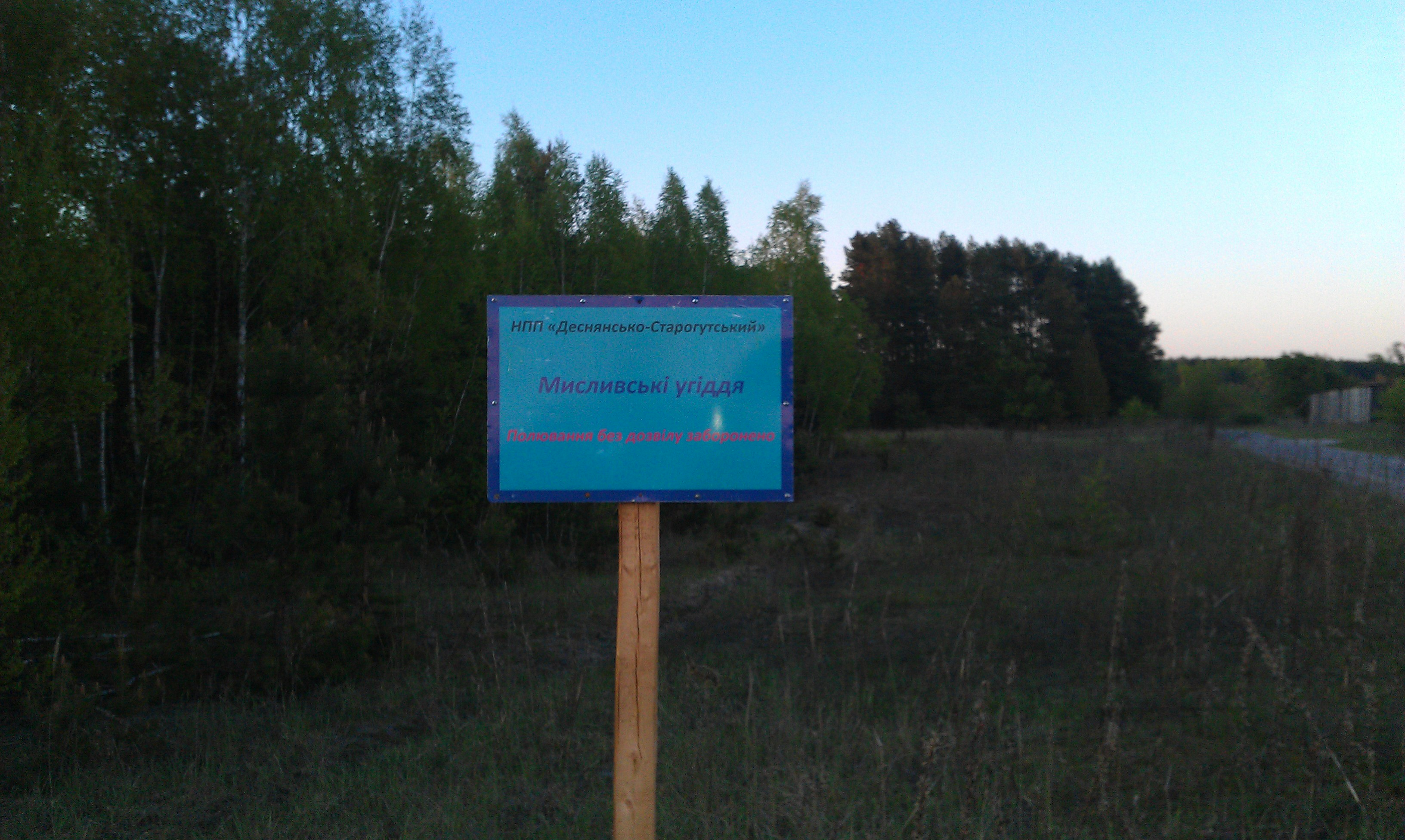
Загальний вигляд
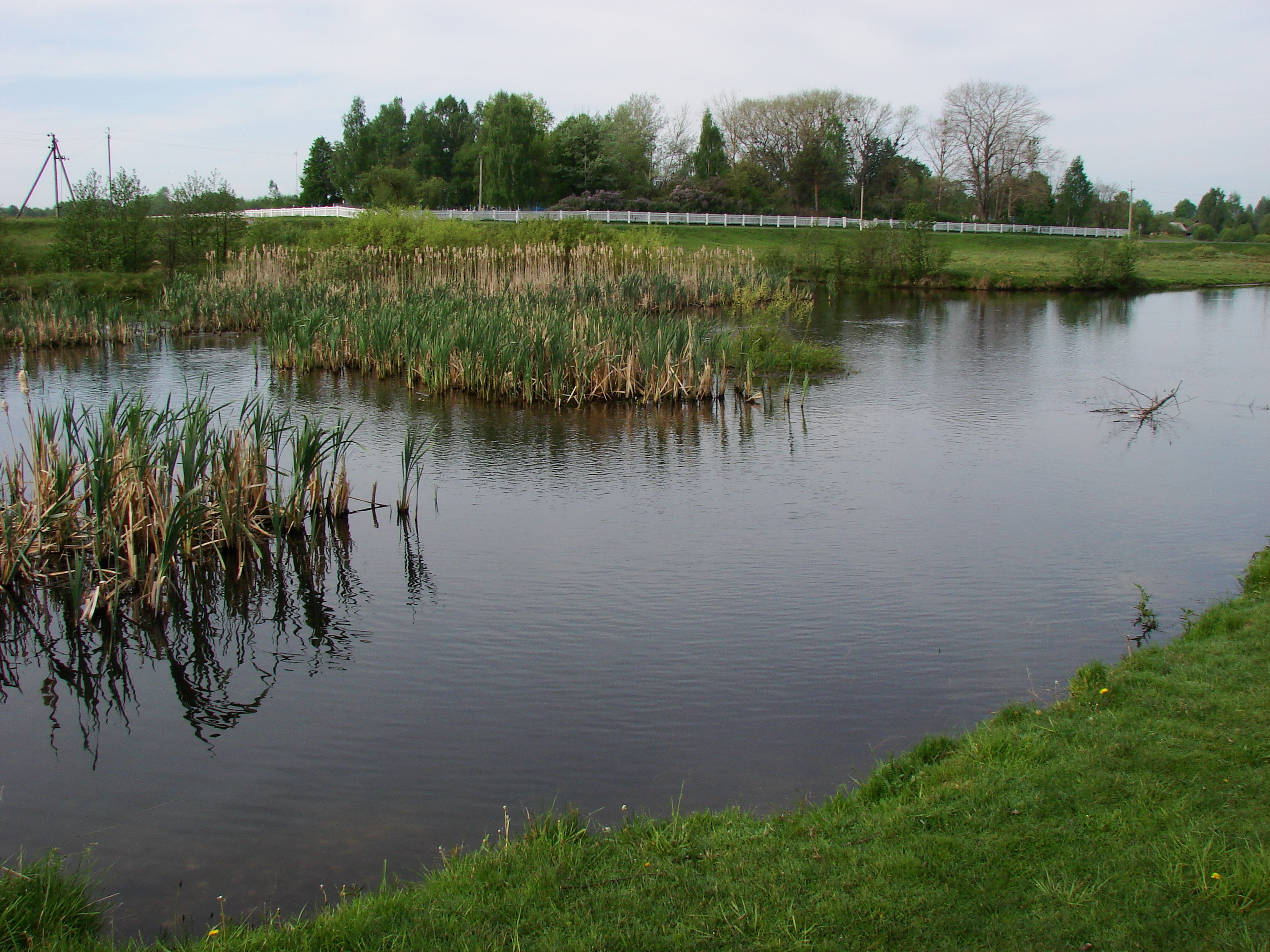
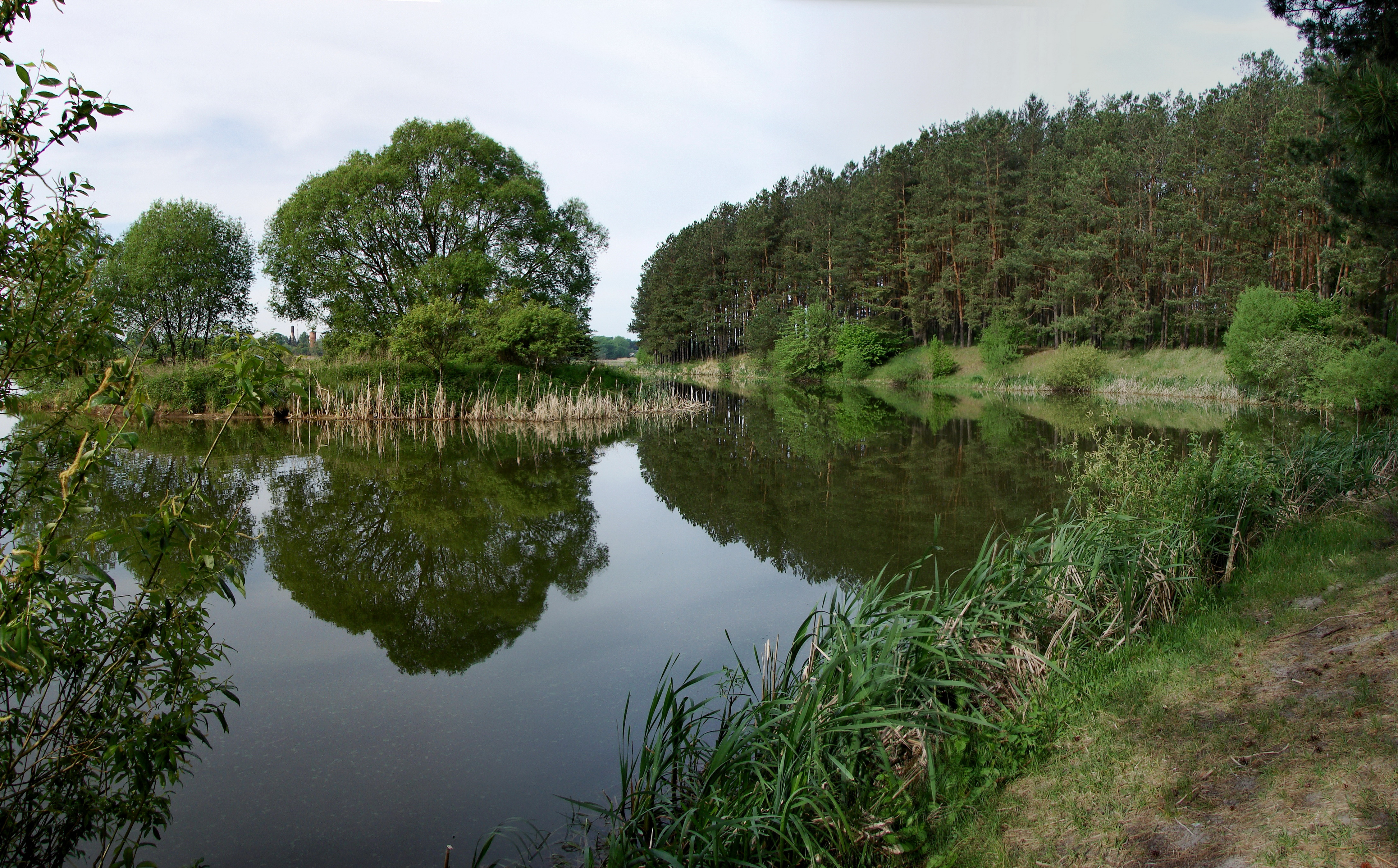
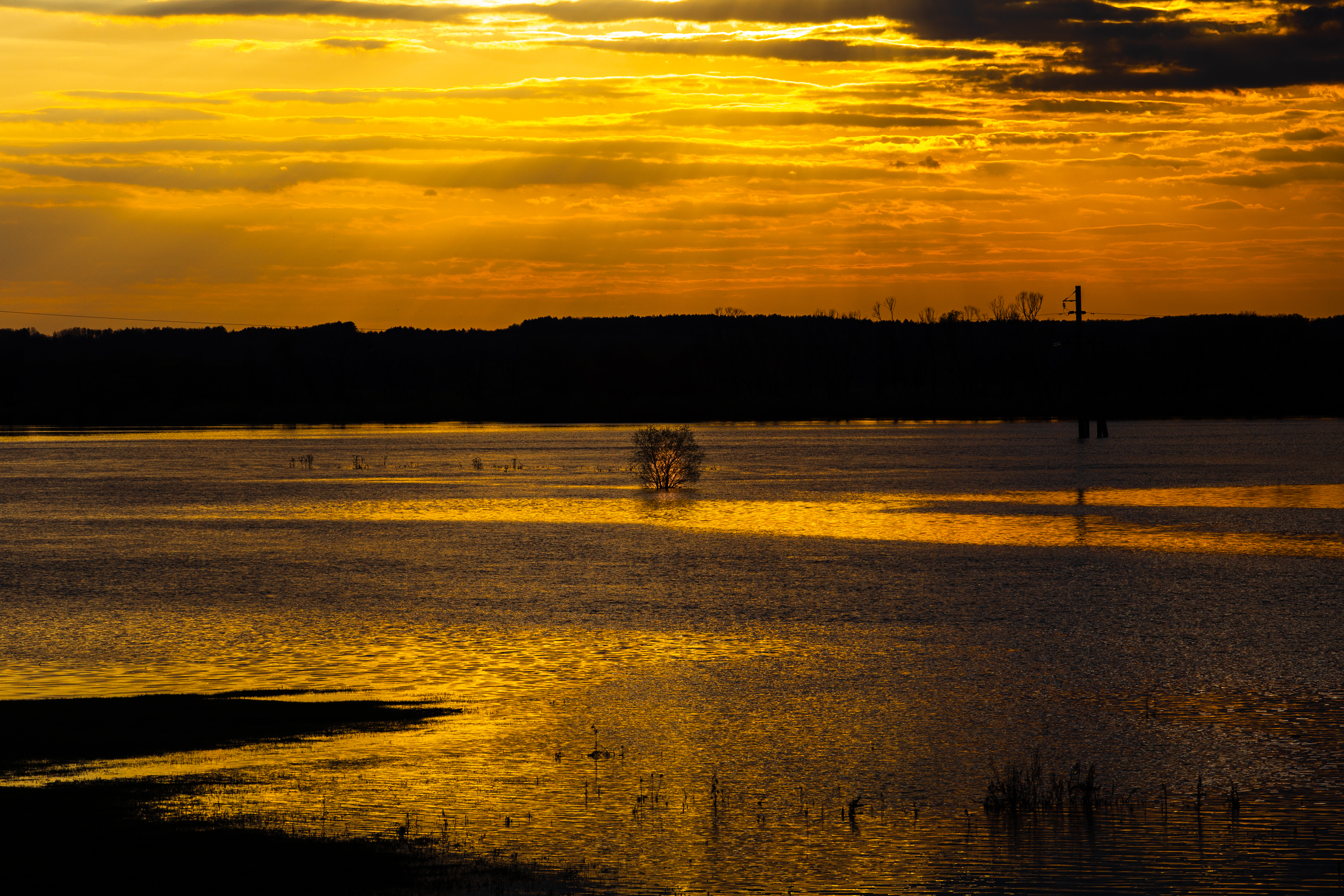
Розлив Десни біля села Очкино

## Відеоматеріали про парк
- серія 1
- серія 2